# Djurgården Hockey 1926/1927
Djurgården spelade i Klass II på grund av att laget placerade sig sist i föregående säsongs seriespel. Djurgården slutade på en anda plats, men inget lag flyttades upp till högsta serien på grund av att den skulle minskas till fyra lag kommande säsong.
Svenska mästerskapet fick flyttas till december 1927 på grund av för varmt väder, bara matchen mellan Västerås SK och Karlbergs BK kunde spelas som planerat. Djurgården lyckades dock bra och tog sig till final, men föll där mot IK Göta med uddamålet.

## Tabellen
Referens:
|   | Klass II 1926/1927 | SM | V | O | F | GM | IM | P |
| - | ------------------ | -- | - | - | - | -- | -- | - |
| 1 | Karlbergs BK       | 5  | 4 | 0 | 1 | 11 | 6  | 8 |
| 2 | Djurgårdens IF     | 5  | 3 | 1 | 1 | 8  | 4  | 7 |
| 3 | Kronobergs BK      | 5  | 2 | 2 | 1 | 11 | 6  | 6 |
| 4 | AIK                | 5  | 2 | 1 | 2 | 5  | 4  | 5 |
| 5 | IK Mode            | 5  | 1 | 2 | 2 | 7  | 11 | 4 |
| 6 | IK Hermes          | 5  | 0 | 0 | 5 | 5  | 16 | 0 |

## Svenska Mästerskapet 1927
Referens:
| Omgång      | Datum            | Motståndare       | Resultat |
| ----------- | ---------------- | ----------------- | -------- |
| Kvartsfinal | 8 december 1927  | Karlbergs BK (h)  | 6 - 3    |
| Semifinal   | 13 december 1927 | Södertälje SK (h) | 5 - 4    |
| Finalen     | 16 december 1927 | IK Göta (n)       | 4 - 5    |